# گنبد (زمین‌شناسی)

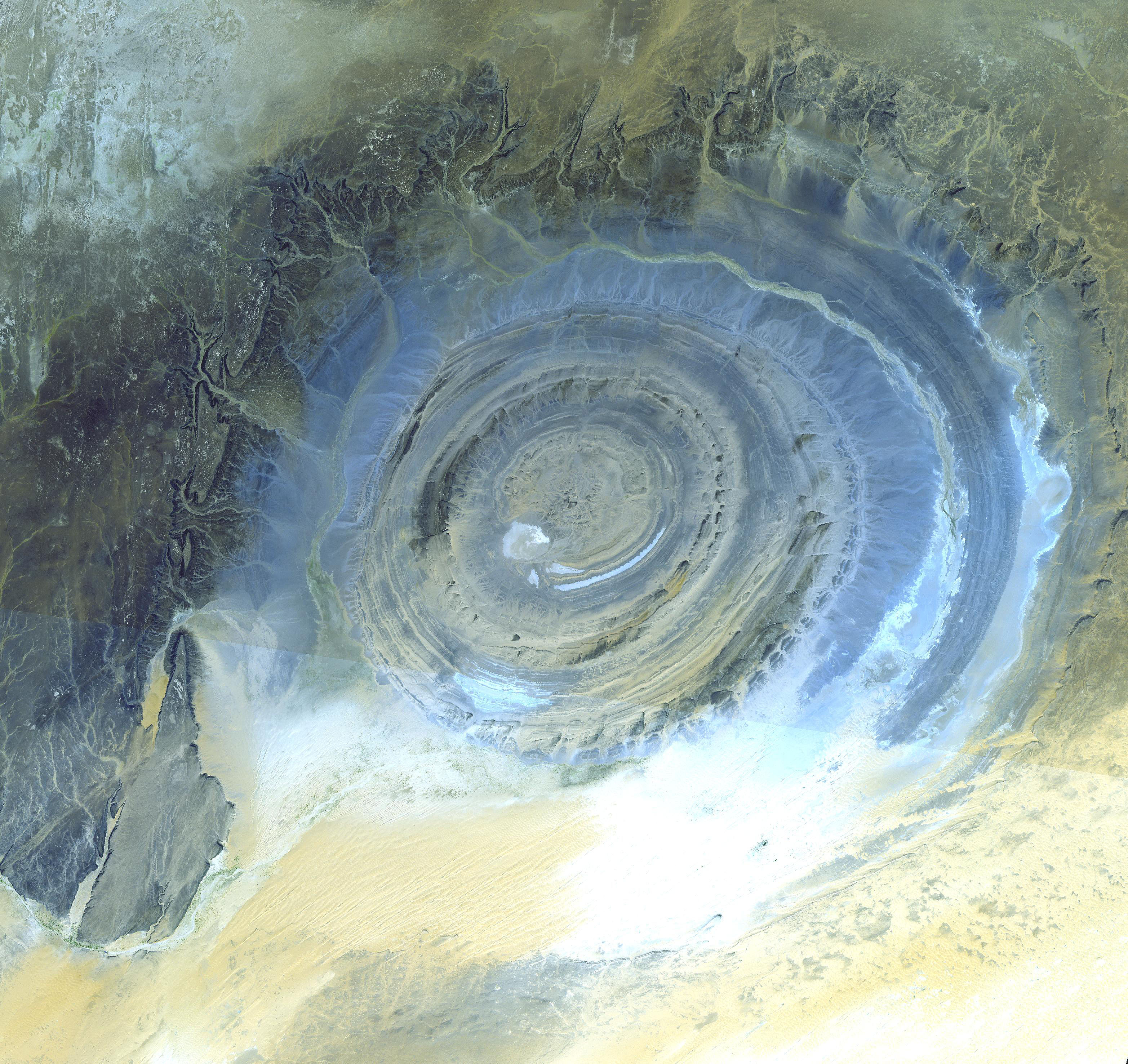
یک گنبد زمین‌شناختی در موریتانی، صحرای بزرگ آفریقا.

گنبد (انگلیسی: Dome) نوعی پدیده در زمین‌شناسی ساختمانی است و از تاقدیس‌های متقارنی تشکیل شده که یکدیگر را در رأس خود قطع می‌کنند. در واقع گنبدها شکل‌های مشخص دایره‌ای، کروی یا بیضی‌گون هستند که بر روی سطح زمین برآمدگی دارند. برش‌های عرضی موازی سطح زمین در یک گنبد، دایره‌های هم‌مرکزی از چینه‌ها هستند. اگر قسمت بالای گنبد به‌طور پیوسته دچار فرسایش شده و به شکل مسطح در آید، ساختمان پدید آمده در نمای پلان به‌شکل روزنه‌ای دیده می‌شود که لایه‌های سنگی جوان‌تر در سمت بیرونی آن قرار دارد و با حرکت به سمت مرکز دایره، سن هر دایره بیشتر می‌شود. این پدیده زمین‌شناختی در زمان رسوب‌گذاری به شکل افقی بوده و سپس بر اثر بالاآمدگی زمین‌ساختی تغییرشکل یافته و گنبد را پدید آورده است.